# Liste der Kulturdenkmäler in Naurath (Eifel)
In der Liste der Kulturdenkmäler in Naurath (Eifel) sind alle Kulturdenkmäler der rheinland-pfälzischen Ortsgemeinde Naurath (Eifel) aufgeführt. Grundlage ist die Denkmalliste des Landes Rheinland-Pfalz (Stand: 8. Februar 2023).

## Denkmalzonen
| Bezeichnung          | Lage                        | Baujahr                | Beschreibung | Bild |
| -------------------- | --------------------------- | ---------------------- | --- | ---- |
| Denkmalzone Ortskern | Kirchstraße 10, 12, 14 Lage | frühes 19. Jahrhundert | im frühen 19. Jahrhundert entstandenes dörfliches Zentrum aus Kirche, altem Schulhaus und Hofhaus der Reichsgrafen von Kesselstatt; kennzeichnendes Straßenbild | BW   |

## Einzeldenkmäler
| Bezeichnung                              | Lage                                                              | Baujahr         | Beschreibung                                                                                  | Bild |
| ---------------------------------------- | ----------------------------------------------------------------- | --------------- | --------------------------------------------------------------------------------------------- | ---- |
| Katholische Filialkirche St. Elisabeth   | Kirchstraße 12 Lage                                               | 1762            | schlichter Saalbau, bezeichnet 1762, Erneuerung bezeichnet 1823, Erweiterung bezeichnet 1900  | BW   |
| Hofhaus der Reichsgrafen von Kesselstatt | Kirchstraße 14 Lage                                               | 1825            | ehemaliges Hofhaus der Reichsgrafen von Kesselstatt; stattliches Quereinhaus, bezeichnet 1825 | BW   |
| Brunnenplatz                             | Kirchstraße, Verzweigung Föhrener Straße und Hofgartenstraße Lage | 19. Jahrhundert | Brunnenplatz mit Brunnenstube, Fassung aus dem 19. Jahrhundert                                | BW   |
| Wegekreuz                                | südöstlich des Ortes am alten Weg nach Föhren Lage                | 1851            | Wegekreuz, Nischenstele, bezeichnet 1851                                                      | BW   |